# Abschnittsbefestigung Alteburg

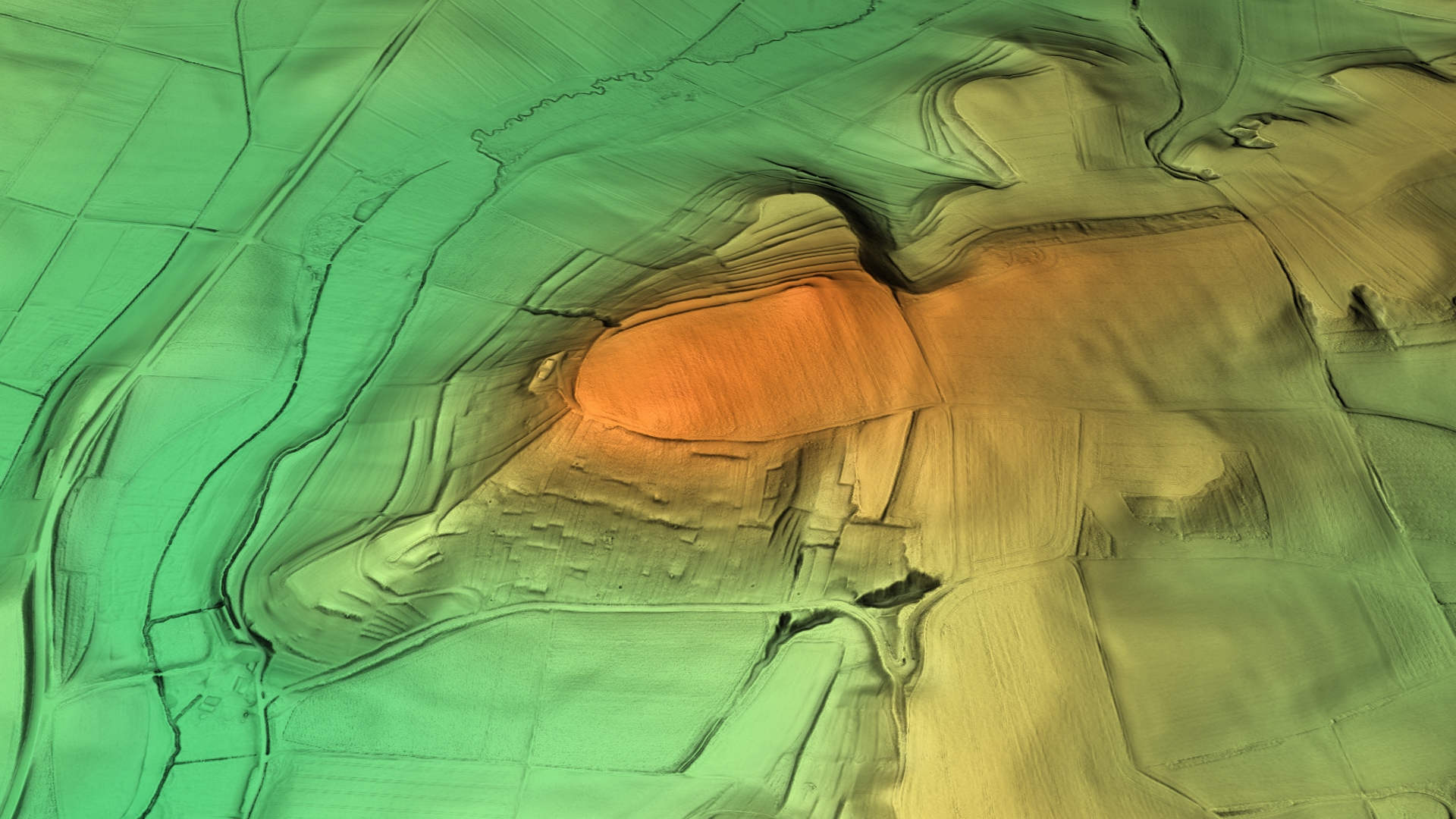
3D-Ansicht des digitalen Geländemodells

Die Abschnittsbefestigung Alteburg ist eine abgegangene
vorgeschichtliche Abschnittsbefestigung im Flurbereich Altenburg etwa 1300 Meter nordnordöstlich der Kirche in Stadtlauringen im Landkreis Schweinfurt in Bayern.
Von dem ehemaligen Abschnittswall sind noch Wall- und Grabenreste erhalten.	